# Мери и Џорџ (ТВ серија)
Мери и Џорџ (енгл. Mary & George) је британска историјска драмска мини серија коју је креирао Дејвид Мур. Заснована је на публицистичкој књизи "Краљев убица" Бенџамина Вулија из 2017. године, о афери краља Џејмса I и Џорџа Вилерса. Објављена је 5. марта 2024. године у Уједињеном Краљевству на мрежи Скај (енгл. Sky Atlantic) и  5. априла 2024. године у Сједињеним Америчким Државама на мрежи Старз (енгл. Starz). У Србији је доступна на платформи СкајШоутајм (енгл. SkyShowtime) од 8. марта 2024. године. 

## Радња
Прича о Мери Вилерс, која је обучавала свог лепог и харизматичног сина Џорџа како да заведе краља Џејмса и постане његов моћни љубавник. Бескруполозним сплеткарењем, мајка и син од скромних почетака успевају да постану најбогатије и најутицајније личности на енглеском двору, као и краљеви најповерљивији саветници. А у тренутку када Енглеској прети шпанска инвазија, а на улицама бесне протести против краља, улог не може бити већи.

## Улоге
| Глумац             | Улога             |
| ------------------ | ----------------- |
| Џулијана Мур       | Мери Вилерс       |
| Николас Голицин    | Џорџ Вилерс       |
| Тони Каран         | Џејмс I Стјуарт   |
| Лори Дејвидсон     | Роберт Кар        |
| Никола Вокер       | Елизабет Хатон    |
| Калил Бен Гарабија | Жан               |
| Нијам Алгар        | Сенди             |
| Трајн Дајрхолм     | Ана од Данске     |
| Шон Гилдер         | Сер Томас Камптон |
| Адријан Ровлинс    | Едвард Коук       |
| Марк Холорeн       | Френсис Бејкон    |
| Семјуел Бленкин    | Чарлс I Стјуарт   |
| Џејкоб Макарти     | Кристофер Вилерс  |

## Епизоде
| Сезона | Сезона | Епизоде | Епизоде | Оригинално емитовање | Оригинално емитовање |
| Сезона | Сезона | Епизоде | Епизоде | Премијера            | Финале               |
| ------ | ------ | ------- | ------- | -------------------- | -------------------- |
|        | 1.     | 7       | 7       | 5. март 2024.        | 16. април 2024.      |